# Fatym Layachi
Fatym Layachi née le 24 octobre 1983 à Casablanca est une actrice marocaine

## Biographie
Enfant unique, Fatym Layachi nait en 1983 à Casablanca, où elle commence sa scolarité. Elle entre dans le monde du cinéma, quand,  à 17 ans, elle est repérée dans la rue par Hakim Noury. Il lui offre le premier rôle dans son long-métrage Une Histoire d’amour. 
Après avoir obtenu son bac littéraire, elle s’envole vers Paris où elle entreprend des études de lettres et une formation au cours Florent. Elle tourne cependant dans « Marock » le premier long métrage et succès de Laïla Marrakchi, en 2005,. 
Elle est ensuite quelques mois à Bratislava, puis un an à Jérusalem, où elle travaille dans une ONG. À son retour à Paris, Fatym Layachi présente son mémoire de fin d’études, consacré au rock et à la littérature. 
En 2009, elle revient s’installer au Maroc. Elle fait la rencontre de la compagnie Dabateatr, pour laquelle elle commence par une lecture des quatrains d’Omar Khayyam qu'elle traduit en darija, avant de jouer, en 2010, dans la pièce Confidences, écrite et mise en scène par Jaouad Essounani.  
La même année, Hamid Bennani la retient dans la distribution de L’Enfant Cheikh, et elle inspire au réalisateur Mohamed Achaour son premier long-métrage, Un Film, dans lequel elle tient le premier rôle. Avec lui, elle tourne ensuite  Mashi l’Khatri, série télévisée diffusée pendant le Ramadan 2011 sur la première chaine Marocaine. Fatym Layachi joue aussi dans L'Amante du Rif de Narjiss Nejjar. Elle tourne également Mrahba, réalisé par Zakia Tahiri. La comédienne joue ensuite sous la direction de Farida Bourquia pour un long métrage racontant l'histoire de Zineb Nefzaouiya, la reine de Marrakech et elle est à l’affiche du second long- métrage de Lahcen Zinoun, Femme écrite, début 2013, évoquant la symbolique du corps tatoué en pays amazigh, où elle incarne le premier rôle féminin,. En 2016, elle participe au tournage de The CEO, de Kunle Afolayan. 
En parallèle, pendant quelques années, elle signe une chronique hebdomadaire dans le magazine TelQuel. Elle se lance également dans la mise en scène au théâtre avec une création autour de la révolte intitulée Je dis non, jouée pour la première fois en décembre 2012 à Casablanca puis à Paris en juin 2013. Considérée comme une artiste engagée en matière de libertés individuelles, elle apparaît en couverture du mensuel masculin marocain Zyriab, paru en novembre 2012, avec des vêtements d'homme. Membre du collectif Culture libre, créé en février 2012, et en réaction à « l’art propre » prôné par les islamistes du PJD au pouvoir au Maroc, la comédienne pose en mai 2012 pour une photo choc, allongée à même le sol, sur un tas d’ordures dans une décharge publique de Casablanca. Elle écrit également plusieurs chroniques pour le journal français Le Monde.
En Septembre 2021 elle participe en toute discrétion a la 30eme édition du rallye Aïcha des gazelles ou elle se classe honorablement en 7eme position des challenge 1ere participation en catégorie 4x4.

## Filmographie

### Cinéma
- 2005 : Marock, long-métrage de Laïla Marrakchi, rôle de Sofia
- 2010 : L’Enfant Cheikh, long-métrage de Hamid Bennani, rôle de Lunja
- 2010 : …Un film, long-métrage de Mohamed Achaour, premier rôle
- 2010 : L'Amante du Rif, long-métrage de Narjiss  Nejjar, rôle de Louloua
- 2011 : Femme Écrite, long-métrage de Lahcen Zinoun, rôles de Adjou et Mririda (premier rôle)
- 2012: Zineb, la fleur d’Aghmat, long-métrage de Farida Bourquia, rôle de Zineb
- 2015: The CEO, long-métrage de Kunle Afolayan, rôle de Yasmine Raggi

### Télévision
- 2010 : M’rahba, long-métrage de Zakia Tahiri, premier rôle
- 2011 : Mashi l’Khatri, série de 30 épisodes de Mohamed Achaour, rôle de Zeina (premier rôle)

## Théâtre
- 2009 juin : Mon Corps est à moi, création de Clémence Labatut (Paris)
- 2009 nov/déc : L’Khbar F’lMessrah, création de Jaouad Essounani  (Rabat et Bruxelles)
- 2010 mars/mai : Confidences, Adaptation et mise en scène de J. Essounani (Lyon et  Rabat)
- 2010 juin/juillet : Karacena, Création de Laurent Gachet (Salé)
- 2012 novembre : Je dis non, création de Fatym Layachi

## Vidéos
- Intervention au TedX https://www.youtube.com/watch?v=gGfFjX2eMMg
- Émission de télé AJial https://www.youtube.com/watch?v=Hkk1sj2ghWc